# Diagnostische Lücke
Die diagnostische Lücke, auch: diagnostisches Fenster (engl. window period, diagnostic gap), bezeichnet in der Medizin den Zeitraum zwischen einer Infektion und dem Zeitpunkt, ab dem die vorhergehende oder aktuelle Anwesenheit eines Pathogens in einem Organismus durch einen spezifischen Test sicher nachgewiesen werden kann. 
Die diagnostische Lücke kommt unter anderem bei der Bestimmung eines Krankheitserregers, in der Epidemiologie, bei der Kontrolle von Infektionskrankheiten, bei Safer-Sex-Maßnahmen sowie bei Blut- und Organspenden vor, da eine infizierte Person in diesem Zeitraum nicht als solche entdeckt wird, aber dennoch andere Menschen infizieren kann. Eine diagnostische Lücke bezieht sich stets auf einen einzelnen Erreger in einem bestimmten Wirt mit bestimmten, zuvor definierten Nachweismethoden.

## Entstehung
Eine diagnostische Lücke kommt zustande, wenn der nachzuweisende Analyt (z. B. Viruspartikel oder krankheitsspezifische Antikörper) nicht unmittelbar in ausreichender Konzentration vorliegt, um mit einem Erregernachweis oder dem Nachweis einer Immunantwort detektierbar zu sein. Dies umfasst sowohl die nach der auf die Infektion folgende Eklipse als auch die für die adaptive Immunantwort nötigen drei bis sieben Tage zur Ausbildung messbarer Mengen an Antikörpern und zytotoxischen T-Zellen. 
Beim gängigen ELISA-Test Labortests für den Nachweis von Antikörpern nach einer HIV-Infektion beispielsweise vergehen 6 Wochen, ehe der Körper so viele Antikörper produziert hat, dass der Test mit 99-prozentiger Wahrscheinlichkeit positiv ausfällt. Wird vor der 6-Wochen-Frist (nach der vermeintlichen Infektion) getestet, muss mit einem falsch negativen Ergebnis gerechnet werden.
Die Bildung von spezifischen Antikörpern gegen Erreger oder Erregerbestandteile (z. B. bei der Impfung) wird fachsprachlich auch als Serokonversion bezeichnet.

## Abgrenzung
Die diagnostische Lücke wird gelegentlich fälschlicherweise mit der Inkubationszeit gleichgesetzt, also dem Zeitraum zwischen der Infektion und dem ersten Auftreten der Symptome.